# Аврамец, Владимир Павлович
Аврамец Владимир Павлович (20 августа 1926 года, село Старая Котельня, Житомирская область, Украинская ССР — 13 апреля 2017 года, Житомир, Украина) — комбайнёр, Герой Социалистического Труда (1966).

## Биография
Владимир Павлович Аврамец родился 20 августа 1926 года в селе Старая Котельня, Андрушёвского района, Житомирской области, Украинская ССР
В школьные годы пережил немецкую оккупацию и после освобождения села 14 февраля 1944 года был призван в Красную Армию и направлен в 32-й стрелковый полк.
После окончания Великой Отечественной войны, демобилизовавшись, возвратился в родное село и стал работать комбайнёром местного колхоза «Большевик». В 1959 году, работая на комбайне СК-3, довёл годовой намолот зерна до 10 000 тонн.
За выдающиеся успехи, достигнутые в деле увеличения производства зерна и других продуктов сельского хозяйства, Указом Президиума Верховного Совета СССР от 23 июня 1966 года Аврамцу Владимиру Павловичу было присвоено высокое звание Героя Социалистического Труда с вручением ордена Ленина и золотой медали «Серп и Молот».
Умер 13 апреля 2017 года.

## Награды
- Звание Герой Социалистического Труда (Указ Президиума Верховного Совета СССР от 23 июня 1966 года;
- Золотая медаль «Серп и Молот» (23 июня 1966 — № 14732);
- Орден Ленина (23 июня 1966 — № 383022);
- Орден Отечественной войны II степени (11 марта 1985)
- Медали.